# Kullaa

Wapen van Kullaa

Kullaa (Zweeds: Kulla) is een voormalige gemeente in het Finse landschap Satakunta. De gemeente had een oppervlakte van 264 km2 en telde 1612 inwoners in 2003.
De gemeente werd in 2005 bij Ulvila gevoegd.